# Чемпионат мира по полумарафону 2016
Чемпионат мира по полумарафону 2016 года состоялся 26 марта в Кардиффе, Уэльс.
Об избрании Кардиффа стало известно 15 ноября 2013 года после завершения последнего в 2013 году собрания IAAF в Монако.

## Результаты

### Мужчины
| Первенство | Золото                                                                                        | Серебро                                                                                       | Бронза                                                                                  |
| Личное     | Джеффри Кипсанг (59.10)                                                                       | Бедан Кароки (59.36)                                                                          | Мохаммед Фарах (59.59)                                                                  |
| Командное  | Кения (2:58.58) · Джеффри Кипсанг · Бедан Кароки · Симон Чепрот · Эдвин Кипту · Эдвин Кипьего | Эфиопия (3:01.16) · Абайнех Айеле · Тамират Тола · Муле Васихун · Тешоме Меконен · Гуйе Адола | Эритрея (3:06.18) · Абрар Осман · Нгусе Амлосом · Хискел Тевелде · Самсом Гебрейоханнес |

### Женщины
| Первенство | Золото                                                                                               | Серебро                                                                                              | Бронза                                                                                 |
| Личное     | Перес Джепчирчир (1:07.31)                                                                           | Синтия Лимо (1:07.34)                                                                                | Мэри Нгуги (1:07.54)                                                                   |
| Командное  | Кения (3:22.59) · Перес Джепчирчир · Синтия Лимо · Мэри Нгуги · Глэдис Киптагелаи · Паскалия Кипкоэч | Эфиопия (3:26.29) · Нецанет Гудета · Генет Ялев · Дехининет Демсев · Аскале Алемайеху · Синке Дессие | Япония (3:32.25) · Юка Андо · Михо Симидзу · Мидзуки Мацуда · Хисами Исии · Мираи Ваку |